# Tuchomie
Pour la gmina, voir Tuchomie (gmina).
Tuchomie est une localité polonaise, siège de la gmina rurale de Tuchomie située dans le powiat de Bytów en voïvodie de Poméranie. Elle se trouve à environ 11 km à l'ouest de Bytów et 89 km à l'ouest de la capitale régionale Gdańsk.

## Géographie

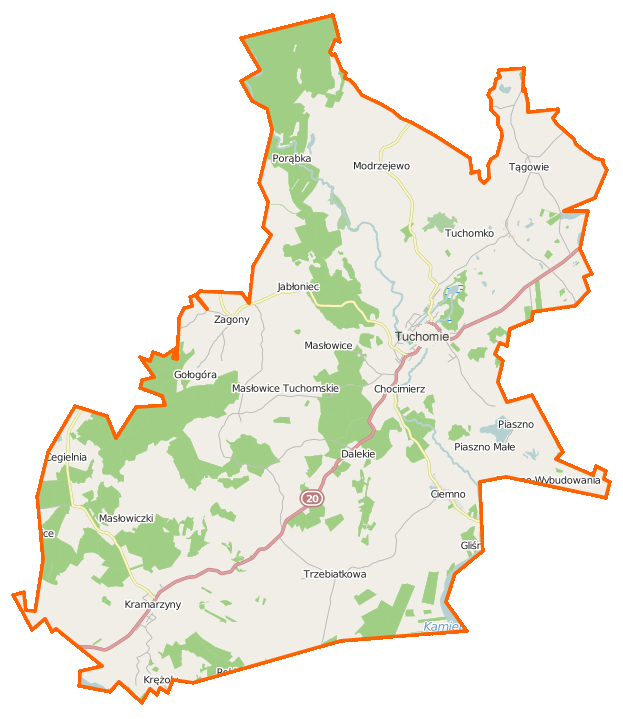
Carte de la gmina de Tuchomie.